# Dygowo (gromada)
Dygowo – dawna gromada, czyli najmniejsza jednostka podziału terytorialnego Polskiej Rzeczypospolitej Ludowej w latach 1954–1972.
Gromady, z gromadzkimi radami narodowymi (GRN) jako organami władzy najniższego stopnia na wsi, funkcjonowały od reformy reorganizującej administrację wiejską przeprowadzonej jesienią 1954 do momentu ich zniesienia z dniem 1 stycznia 1973, tym samym wypierając organizację gminną w latach 1954–1972.
Gromadę Dygowo z siedzibą GRN w Dygowie utworzono – jako jedną z 8759 gromad na obszarze Polski – w powiecie kołobrzeskim w woj. koszalińskim na mocy uchwały nr 43/54 WRN w Koszalinie z dnia 5 października 1954. W skład jednostki weszły obszary dotychczasowych gromad Dygowo, Bardy, Miechęcino i Stojkowo ze zniesionej gminy Dygowo w tymże powiecie. Dla gromady ustalono 16 członków gromadzkiej rady narodowej.
1 stycznia 1958 do gromady Dygowo włączono wsie Gąskowo i Połomino ze zniesionej gromady Rusowo w tymże powiecie.
31 grudnia 1959 do gromady Dygowo włączono obszar zniesionej gromady Czernin w tymże powiecie.
31 grudnia 1971 do gromady Dygowo włączono obszar zniesionej gromady Wrzosowo w tymże powiecie.
Gromada przetrwała do końca 1972 roku, czyli do kolejnej reformy gminnej. 1 stycznia 1973 w powiecie kołobrzeskim reaktywowano gminę Dygowo.